# 西氏眶燈魚
西氏眶灯鱼（学名：Diaphus thiollierei）为輻鰭魚綱燈籠魚目灯笼鱼科的其中一種，分布於印度太平洋海域，屬深海魚類，體長可達10公分。

## 扩展阅读
維基物種上的相關：西氏眶灯鱼